# Freycinetia tafaensis
Freycinetia tafaensis är en enhjärtbladig växtart som beskrevs av Elmer Drew Merrill och Lily May Perry. Freycinetia tafaensis ingår i släktet Freycinetia och familjen Pandanaceae. Inga underarter finns listade.